# Pacific Northwest
Pacific Northwest (ofte forkortet PNW, eller PacNW, sjældnere Cascadia) er en geografisk region i den nordvestlige Nordamerika, som er kendetegnet af en række klimatiske og kulturelle særtræk. Der findes forskellige geografiske definitioner der overlapper med Pacific Northwest, men skal ikke forveksles med fx Northwest Territory. Ofte bruges begrebet Northwest Coast (Nordvestkysten) om de kystnære egne, mens Northwest Plateau bliver brugt om regioner inde i landet.
Områdets biomer og økoregioner adskiller sig meget fra de omgivende regioner. Verdens største tempererede regnskov dækker størstedelen af kyststrækningen fra Alaska til Californien, mens Columbia og Fraser plateauet øst for Cascade Range og Coast Mountains har et langt tørrere klima. Dette område er klimatisk en nordlig udløber af den vestlige ørken der dækker dele af Great Basin længere mod syd, her mod nord blandes ørkenen med nåleskov og alpine zoner. Det bassin der omfatter Georgiastrædet og Pugetsundet deles med det canadiske British Columbia og amerikanske Washington.
De største byer i Pacific Northwest er Vancouver, Seattle og Portland. 

## Definitioner og relaterede termer
Pacific Northwest omfatter i grove træk de egne af det nordamerikanske kontinent som strækker sig fra Stillehavskysten i vest til Rocky Mountains i øst, og inkluderer hele Washington, Oregon og Idaho, dele af British Columbia, og de tilstødende dele af Alaska, Montana, Yukon Territory og Californien. Navnet "Pacific Northwest" stammer fra perioden i begyndelsen af 19. århundrede, mens "Cascadia" er yngre, formentlig fra omkring 1980’erne.
"Cascadia" dækker reelt over et mindre område end "Pacific Northwest" og bruges primært indenfor videnskaberne geologi, økologi og klimatologi samt et stigende antal af områdets beboere og virksomheder. Af de to termer er det dog stadig kun "Pacific Northwest" der bruges generelt over hele regionen. I USA bruges termen "Pacific Northwest" som betegnelse for den officielt region Northwestern United States, der indbefatter amerikanske stater i Pacific Northwest med selvfølgeligt udelukker de canadiske.

## Geografi
Pacific Northwest er en forskelligartet geografisk region, domineret af flere bjergkæder, fx Coast Mountains, Cascades, Olympic Mountains, Columbia Mountains og Rocky Mountains. Det højeste punkt i området er Mount Rainier i Washington på ca. 4300 m. Umiddelbart indenfor Cascades er der et stort bredt plateau som bliver smallere og højere mod nord, den del af dette meget tørre område der ligger i USA kaldes Columbia Plateau mens den canadiske del kaldes Interior Plateau. Columbia River skærer en dyb og bred kløft langs kanten af plateauet og gennem Cascades Range på sin vej mod Stillehavet; Columbia er efter Mississippi-floden USA’s mest vandrige flod.
Da dele af regionen modtager store mængder regn, når den fugtige luft fra havet møder bjergene, huser Pacific Northwest has nogle af de største og mest frodige skove i hele Nordamerika. Her vokser også nogle af de højeste træer i hele verden, fx kæmpe-Thuja og rødtræ. Kystskoven kategoriseres som en tempereret regnskov og kaldes i daglig tale gerne "cold jungle" af de lokale indbygger.
Pacific Northwests største byer er Vancouver i British Columbia, Portland i Oregon og Seattle i Washington, de blev alle grundlagt som havnebyer for områdets omfattende mineindustri, skovdrift og landbrug. Senere har de udviklet sig til at blive industrielle centre i sig selv, som fx Silicon Forest.
I den amerikanske del af regionen er der fire nationalparker: Crater Lake i Oregon, Olympic, Mount Rainier og North Cascades i Washington. Andre enestående naturområder er bl.a. Columbia River Gorge, Mount St. Helens og Snake Rivers løb gennem Hells Canyon Snake River mellem Oregon og Idaho. I den canadiske del er der også flere nationalparker; fx Pacific Rim National Park på vestkysten af Vancouver Island, Mount Revelstoke National Park og Glacier National Park i Selkirk Range, samt Kootenay National Park og Yoho National Park i Rocku Mountains.

### Befolkning
Langt størstedelen af befolkningen i Pacific Northwest er koncentreret i Vancouver-Seattle-Portland korridoren; og dette område bliver indimellem betegnet som en megaby/conurbation. I 2004 udgjorde det totale indbyggertal i denne megaby næsten ni millioner mennesker. Det forventes at befolkningstallet også fremover vil stige.[kilde mangler] I slutningen af 19. århundrede og begyndelsen af 20. århundrede emigrerede mange skandinaver til Pacific Northwest, og de fik en dominerende rolle i flere byer.

## Geologi
Pacific Northwests geologi er både meget aktiv og kompleks, da regionen er dannet gennem mange forskelligartede geologiske processer. Størstedelen af regionen blev dannet for omkring 200 millioner år siden, da den Nordamerikanske Plade begyndte at drive mod vest efter superkontinentet Pangæa var brudt op. Denne proces betyder at den vestligste kant af Nordamerika stadig vokser, da kontinentets drift mod vest skubber materiale fra oceanbunden sammen og derved skaber vulkanbuer langs den kontinentale margin.

### Vulkaner
Cascades Range er en bjergkæde der danner en bue fra det sydvestlige British Columbia til det nordlige Californien, i grove træk følger den kystlinjen. Bjergkæden består bl.a. af 20 større vulkanske centre, og de ligger på en linje i hele kædens længde.
Cascades største vulkaner som fx Mount St. Helens dominerer landskabet, men bjergkæden består i realiteten af tusindvis af små og kortlivede vulkaner, som igennem områdets geologiske historie har dannet en platform af vulkansk materiale, en række få, men meget store vulkaner, rejser sig over denne platform. Cascades vulkaner er en del af en enorm geologisk formation, Ildringen, der omkranser hele Stillehavet. Den er kendt for at forårsage både store jordskælv og vulkanudbrud, der dannes af de kræfter kontinentaldriften udløser; her subduktion.

### Columbia Plateau
Columbia plateauet er dækket af en af verdens største akkumulationer af lava; det dækker mere end 500.000 km², og topologien præges derfor af de, geologisk set, unge lavastrømme, der har oversvømmede området på forbløffende kort indenfor de sidste 17 millioner år.
Snake River danner en flodslette gennem Columbia Plateau fra Yellowstone til Columbia River i Oregon. Selvom sletten virker påfaldende flad sammenlignet med de mange bjerge rundt om, har vulkansk aktivitet spillet en afgørende rolle, og undergrunden består overvejende af basalt dannet indenfor de fem millioner år. Små vulkanske kegler ligger spredt i landskabet, og studier tyder på at de er dannet af en meget stor koncentration af smeltede stenarter der ligger under Columbia Plateau. De yngste vulkanske lag findes i området nær Yellowstone Plateau, mens de ældste befinder sig mod vest. Den mest sandsynlige forklaring på denne ansamling af magma langt fra kanten af en kontinental plade, er at det er en hot spot som stiger mod overfladen. Lignende hot spots kendes fra Hawaii øerne og Island.

### Istidsfloder
I Pleistocæn (mellem 1 million og 10.000 år siden) betød lavere temperaturer at der blev dannet store gletsjere i bjergene, mængden af sne oversteg afsmeltningen og skabte et stadig tykkere lag af is, som efterhånden blev mere end 1 kilometer tykt. Vægten fra disse iskapper betød at de blev skubbet ned af bjerget, og skabte derved hulninger og dale, hvor vandet samlede og skabte både små plateauer og kløfter.

## Klima
Pacific Northwest indeholder en række forskellige klimazoner; kystområderne mellem oceanet og bjergene har primært et tempereret og fugtigt kystklima, mens det alpine klima dominerer i bjergene. De østligste egne har et mere tørt klima, da de høje bjerge skaber en regnskygge, her findes der både ørkner og halvørkner. Mod nord er klimaet subarktisk, mens det helt mod syd i Californien er subtropisk mediterrant.

## Historie

### Oprindelige indbyggere
Pacific Northwests oprindelige indbyggere bestod af en række forskellige befolkningsgrupper som dog delte flere kulturelle fællestræk, fx kaldes de samlet gerne ’’Totempælenes folk’’, da næsten alle stammer rejste udskårne træstammer foran deres beboelseshuse. totempælene spillede en vigtig når stammerne skulle kommunikere deres identitet, idet nærmest fungerede på samme måde som våbenskjold i middelalderens Europa. Pælene blev rejst i forbindelse med potlatchceremonierne, men efter de blev forbudt i slutningen af 19. århundrede, og derfor forsvandt de efterhånden fra landsbyerne. Hjulpet på vej af den voksende turistindustri, blev totempælene samtidig et stærkt symbol på regionens oprindelige indbyggere, og mange blev ført bort til museer. I dag er kun et fåtal af de gamle pæle stadig opstillet på deres oprindelige position. Forbuddet mod potlatch blev ophævet i Canada i 1951.
Det primære bosættelsesområde var kystlinjen og øerne fra det sydlige Alaska til det nordlige Californien. Vigtige regioner var fx Vancouver Island og Queen Charlotte Islands. Det er blevet anslået at der omkring 1800 levede ca. 100.000 oprindelige amerikanere i regionen, og at befolkningstætheden her var større end noget andet område i Nordamerika. I de følgende årtier blev deres antal dog kraftigt reduceret. Indbyggerne i området levede indtil for få år siden hovedsageligt af jagt og fiskeri, de vigtigste byttedyr var hjorte, bævere og rensdyr i skovene, og laks, sæler, oddere og skaldyr i havet; nogle af stammerne jagtede dertil hvaler, en tradition som makahstammen i moderne tid har genoptaget. Udover totempæle producerede de oprindelige indbyggere i Pacific Northwest kanoer, tøj og opbevaringskister ud af træ fra de store skove der omgav dem.
De største stammer ved europæernes ankomst var Salish, Nootka, Kwakiutl, Bella-Coola, Haida, Tsimshian og Tlingit. I vore dage bebos Pacific Northwest stadig af en række af indfødte stammer; flere af dem gør et stort arbejde for enten at bevare eller genoplive retten til deres land og traditionelle leveformer. Området rummer også et universitet, Salish Kootenai College, hvor områdets oprindelige sprog og kulturer studeres.

### Tidlig europæisk udforskning
Den græske søfarer, Juan de Fuca, fandt formodentligt Juan de Fucastrædet omkring 1592, gangen blev navngivet efter ham, men det er usikkert om han reelt var opdageren. Før da havde den britiske kaptajn og pirat Francis Drake besejlet Oregonkysten i 1579. I begyndelsen af 1740'erne blev danskeren, Vitus Bering, af den russiske zar sendt til regionen, med henblik på udforskningen af den nordøstlige del af kontinentet. Og i slutningen af 18. århundrede og begyndelsen af 19. havde russiske kolonister oprettet flere handelsposter og bosættelser langs kysten så langt mod syd som Fort Ross, Californien.
De første formelle krav på Pacific Northwest blev, på basis af Tordesillias-traktaten fremlagt af Spanien, det spanske imperium havde på den baggrund erklæret at hele Stillehavet var et spansk indhav. Russiske pelshandleres aktiviteter øst for Beringstrædet i 18. århundrede tvang dog spanierne til at hævde sin ret til området. Derfor udsendte vicekongen af Nyspanien mellem 1774 og 1792 adskillige ekspeditioner til regionen. Den første under ledelse af Juan Pérez nåede Queen Charlotte Islands 18. juli 1774, og det nordligste punkt han besøgte, var 54° 40' N. under de følgende ekspeditioner blev store kystområder af Alaska, British Columbia, Washington, Oregon, Juan de Fuca-strædet, samt San Juan Islands og Admiralty Inlet udforsket og kortlagt.
I 1776 nåede den britiske opdager James Cook Nootka Sound på Vancouver Island og nåede frem til William Sound. En spansk ekspedition mødte i 1789 den amerikanske kaptajn Robert Gray og hans skib Iphigenia da de trængte ind i Nootka Sound. Herefter fulgte den såkaldte Nootka-begivenhed som blev løst gennem gennem en aftale, i dag kendt som Nootka konventionen. Robert Gray drev handel langs kysten og havde i den forbindelse bl.a. opdaget Columbiaflodens udmunding. I 1790 sendte spanierne atter tre skibe til Nootka Sound, hvor flere grupper der skulle udforske området blev sat i land, efter etableringen af en base.
De kortlagde Flere af de spanske kort blev overdraget til George Vancouver i 1792, da spanierne og briterne på dette tidspunkt samarbejdede om om kortlægningen af denne komplicerede kystlinje. George Vancouver var udsendt af den britiske konge for at udforske Pacific Northwest, han beskrev i den forbindelse bugterne og øerne i Puget Sound, Strait of Georgia og Johnstone Strait-Queen Charlotte Strait samt størstedelen af British Columbias kyst og Alaska Panhandle. Den sidste spanske ekspedition til Pacific Northwest, under Dionisio Alcalá Galiano og Cayentano Valdes, mødte Vancouver i Strait of Georgia 21. juni 1792. Vancouver havde netop udorsket Puget Sound, mens spanierne der havde kendskab til den ellers uudforskede Admiralty Inlet og området sydfor var på vej mod nord. De ekspeditioner besluttede at samarbejde og udvekslede kort; spanierne og briterne sejlede derpå sammen nordpå, hvor de med fælles hjælp fik kortlagt kystlinjen, spanierne blev i den forbindelse de første europæere der sejlede hele vejen rundt om Vancouver Island.
I 1786 var den franske søfarer Jean François La Pérouse nået frem til Queen Charlotte Islands efter et besøg ved Nootka Sound, men et muligt fransk krav på området gik tabt, da La Pérouse sammen med sine mænd og optegnelser forsvandt efter et slibsbrud nær Australien. Kaptajn James Barclay (eller Barkley) besøgte også området under østrigsk flag.

### Europæisk underlæggelse
De spanske krav på Pacific Northwest blev i 18. århundrede udfordret af både Rusland, Storbritannien og den nye stat USA. Potentielle østrigske, franske og portugisiske krav blev aldrig fremlagt. Spanien forsøgte ved hjælp af flere ekspeditioner og etablering af baser at hævde deres krav, men samtidige rejser af James Cook og George Vancouver betød at briterne også rejste krav på området. I 1794 opgav Spanien ved indgåelsen af Nootka konventionen sit eksklusive a priori krav på Pacific Northwest, og gik med til at dele det med de øvrige europæiske magter; den spanske garnison ved Nootka Sound blev i den forbindelse nedlagt.
Senere gjorde USA krav på området, både efter at Lewis og Clark ekspeditionen havde udforsket det og efter at have forhandlet sig frem til en overtagelse af de spanske krav til landet nord for Californien. Fra 1810’erne indtil 1840’erne udgjorde de moderne amerikanske stater Washington, Oregon, Idaho, og det vestlige Montana, sammen med størsteparten af British Columbia det område amerikanerne kaldte Oregon Country og briterne for Columbia District. USA og Storbritannien gjorde i fællesskab krav på hele denne region blev efter 1818-traktaten; aftalen blev indgået for at skabe de bedste muligheder kolonisering. 1840 udforskede amerikaneren Charles Wilkes området, mens John McLoughlin, Chief Factor for Hudson's Bay Company med hovedkvarter i Fort Vancouver, var de facto den lokale politiske leder i denne periode.
Dette arrangement endte efterhånden som de amerikanske bosættelser voksede og da James K. Polk blev valgt som USA’s præsident bl.a. på et løfte om annektering af hele Oregon Country og Texas. Efter hans valg skabte hans tilhængere et slogan, "Fifty-four Forty or Fight" (54, 40 eller kæmp), som refererede til Oregon Countrys nordgrænse ved 54,40 grader nord. Truslen om krig betød at Storbritannien indgik Oregon-traktaten med USA i 1846, i den blev grænsen mellem det amerikanske og britiske territorium lagt på den 49. længdegrad; dette løste de fleste grænsestridigheder mellem landene. (se Pig War).
Fastlandet nord for den 49. breddegrad var formelt endnu ikke blevet erklæret koloni, det skete dog i 1858, efter en masse indvandring af amerikanere og andre efter et guldfund i Fraser Canyon; Vancouver Island koloniens guvernør James Douglas følte sig tvunget til at erklære fastlandet en kronkoloni, selvom en ratificering af dette unilaterale skridt lå måneder ude i fremtiden. De to britiske kolonier blev i 1866 lagt sammen for at reducere omkostningerne, og den blev tilsluttet Dominion of Canada i 1871. Den amerikanske del af Pacific Northwest blev i 1848 til Oregon territoriet; senere blev det delt i en række mindre territorier, de blev sidenhed optaget som fuldgyldige stater i unionen, hvoraf den første var Oregon i 1859.
Selv efter British Columbia var blevet en canadisk provins fortsatte det amerikanske ekspansionistiske pres på området. Fenian Brotherhood organiserede sig fx i Washington og gennemførte åbnelyse manøvrer, især 1870’erne og 1880’erne, der fandt dog ingen angreb sted over grænsen. I forbindelse med striden om Alaskas grænsedragning truede USA’s præsident Teddy Roosevelt med en invasion af British Columbia, hvis Storbritannien ikke ville give i spørgsmålet om Yukons havne. Spørgsmålet er endog dukket op i nyere tid, fx i forbindelse med en såkaldte "Laksekrig", hvor senatoren Slade Gorton i 1990 opfordrede den amerikanske flåde til trænge ind i Inside Passage, selvom den ikke er internationalt farvand.

## Kultur
Pacific Northwests kultur er meget varieret, hvilket er en afspejling af regionens forskelligartede geografi.[kilde mangler] Miljøbevægelser har længe spillet en stor rolle politisk, det har bl.a. betydet at recirkuleringssystemer og offentlig transport er relativt veludbygget her i forhold til det øvrige Nordamerika. I 1970 blev organisationen Greenpeace etableret i Vancouver som et resultat af den store folkelige modstand mod USA’s opstilling af atomvåben på Amchitka Island i Aleuterne. Selv konservative fra Pacific Northwest, som fx Slade Gorton, er prominente figurer i udviklingen af konservative tilgange til miljøbeskyttelse.
I sin bog Nine Nations of North America navngiver forfatteren Joel Garreau at hele området ved Stillehavskysten "Ecotopia" efter en bog af samme navn, og hævder at dets kultur og økonomi markant adskiller sig fra resten af det vestlige USA, som han kalder ’’The Empty Quarter’’ øst for Rocky Mountains, fx at miljøbevidsthed er langt mere fremtrædende, og at liberale tanketanke i det hele taget er meget mere dominerede end i resten af det vestlige USA. Termen "Ecotopia" har dog ikke vundet almen udbredelse.[kilde mangler]
Skellet mellem land og by er dog et også et skel mellem forskellige politiske opfattelser, og de mere liberale idéer er især fremtrædende i de tæt befolkede byområder, mens landområder præges af mere konservative holdninger. Området, især omkring Puget Sound, har dertil også en lang historie for politisk ekstremisme, fx havde de meget radikale arbejderbevægelsesledere, Wobblies, en meget stærk position her. Tidligere havde socialistiske bevægelser også en stærk position.
Pacific Northwest er i de senere år også blevet kendt for sin musikscene; i 1990’erne blev den lokale grungestil meget populær verden over, efterfulgt af alternative rock. Tidligere har folk music og verdensmusik scenen haft en stærk position. Regionen er hjemsted for internationalt kendte og indflydelsesrige musiknavne som Pearl Jam, Soundgarden, The Presidents of the United States of America, Heart, Death Cab for Cutie, Modest Mouse, Nickelback, Nelly Furtado, Swollen Members og ikke mindst Nirvana.
Det lokale køkken adskiller sig fra det sydlige californiske ved den udprægede brug af lokale produkter som laks, blåbær, grøntsager og ost samt i højere grad at være asiatisk og mellemøstligt inspireret. På det seneste er også en lokal øl og vinproduktion blomstret. I og omkring byerne Vancouver, Bellingham, Seattle, Olympia, Portland og Eugene er forbruget af cannabis i højere grad tolereret end i resten af Nordamerika.[kilde mangler]

### Sprog
De mange forskellige etniske grupper der beboede Pacific northwest skabte et fællessprog, der kunne bruges på tværs af de forskellige befolkningsgrupper. Dette lingua franca, som kaldes Chinook Jargon, blev i 19. århundrede brugt af 250.000 mennesker i hele området fra Alaska til Oregon. Efter mødet med europæerne optog sproget nye låneord fra både fransk, engelsk og cree. Chinnok blev hovedsageligt benyttet af de oprindelige amerikanere, men mange europæiske kolonister, især pelshandlere, brugte det også; nogle endda som deres førstesprog. Chinook nåede sin største udbredelse i løbet af 19. århundrede og blev stadig benyttet langt op i det 20. århundrede, dog mest i de tyndt befolkede områder. I dag er chinnoks indflydelse mest tydelig i stednavne og lokal slang, fx det adjektivet skookum der stadig ofte bruges af regionens indbyggere.
Regionens dominerende sprog er i dag engelsk, dertil en kommer en række oprindelige sprog, hvoraf nogle trives mens andre er tæt på at uddø. I 19. århundrede bosatte dr sih´g også mange kinesere i området, og kinesiske sprog tales stadig af en stor minoritet. I British Columbia er punjabi også udbredt.

## Økonomi
Traditionelt har befolkningen i Pacific Northwest levet af jagt på regionens omfattede vildtressourcer, de oprindelige indbyggere jagede både i de store skove og i det frugtbare hav. Selv i dag udgør fiskeri og landbrug en betydelig del af økonomien.
Tidligere var aluminium smeltning en vigtig del af områdets økonomi, midten af 20. århundrede producerede vandkraftværker på Columbiafloden strøm til mindst ti aluminiumsværker, ved slutningen af 2. verdenskrig blev mere end en tredjedel af aluminium fremstillet her. Produktionen steg stadig i 1950’erne og 60’erne, men faldt i årene derefter. I begyndelsen af 21. århundrede er den praktisk taget nedlagt.
Seattle er nyere tid blevet et vigtigt globalt centrum for IT og elektronik industrien, og regionen er også ledende indenfor for den kreative sektor, herunder medie, reklame, underholdning, design og andre vidensøkonomiske brancher.
Nogle af de største og mest prominente virksomheder med hovedkontor i regionen:
- Landbrug: (Washington Apples, Idaho potatoes, Tillamook Cheese, wine)
- Luftfart: (Boeing, Alaska Air, CHC Helicopter)
- Underholdning (film og TV): Lions Gate Entertainment, Lionsgate Studios, Lionsgate Television)
- Finans: (HSBC, Washington Mutual)
- Fiskeri: Mange lokale industrier, især fangst af skaldyr og laks
- IT: (Microsoft, Intel, Tektronix, Amazon.com, Expedia, Ballard Power Systems, MacDonald Dettwiler, Electronic Arts Canada)
- Uddannelse: (University of British Columbia, Simon Fraser University, University of Victoria, Western Washington University, University of Washington, University of Puget Sound, Seattle University, Portland State University, Reed College,Lewis & Clark College, Washington State University, University of Oregon)
- Vandkraft: (Grand Coulee Dam, Bonneville Dam)
- Tømmer (Weyerhaeuser, Canfor, Tolko, Pope & Talbot, Inc.)
- Detail: (Starbucks, Tullys, Blenz, Nordstrom, Zumiez)
- Minedrift: (Goldcorp)
- Turisme: (Alpinski (Whistler-Blackcomb), Snowboard, Hiking, Kajak, Mountainbike)
- Tøj og sko: (Nike, Columbia, R.E.I.)